# Le Système des objets
Le Système des objets est le premier ouvrage majeur du sociologue français Jean Baudrillard.
Publié en 1968, cet essai prend note des évolutions de l'habitat au sein de la société française et se focalise sur l'ameublement des logements de la classe moyenne, alors en plein développement.

## Analyse
L'auteur questionne le sens nouveau que trouvent les objets de la vie quotidienne dans le cadre des sociétés postmodernes. 
En ce sens, il préfigure la sortie de La société de consommation deux ans plus tard.
Pour Jean Baudrillard, les meubles qui ornementent les foyers français ont connu une évolution qui leur a fait perdre leur vocation traditionnelle de supports de la morale bourgeoise : celle-ci ne s'enchâsse plus dans le bois massif et les lignes lourdes des tables et armoires d'autrefois. Les matériaux évoluent au profit du verre et les couleurs au profit du blanc, en particulier dans la salle de bains, un lieu destiné à la propreté du corps.
Ces remarques permettent à Jean Baudrillard de lancer  une réflexion sur les objets du quotidien.
L'auteur constate que ceux-ci ne trouvent plus leur sens dans leur utilité première comme cela avait été le cas pour les générations précédentes mais dans leur matérialité, ce qui constitue une nouveauté directement liée à la modernisation de l'économie et de la société française. Leur diffusion industrielle et leur sujétion aux consignes versatiles de la mode ne les empêchent plus de se constituer en un ensemble systémique cohérent de signes à partir duquel peut s'élaborer le concept de la consommation.
Ainsi, les intérieurs deviennent fondamentalement « modulables » pour permettre au maître de maison de produire un message à destination de ses hôtes : son agencement devient un impératif auquel concourt la quête de prestige.